# Symbolik
Symbolik er et begreb, der henviser til studiet af symboler og deres betydning. Det er en gren af semiotikken, der er interesseret i at undersøge, hvordan symboler bruges til at repræsentere og kommunikere ideer, tanker, følelser eller koncepter. Symboler er abstrakte repræsentationer af noget andet, og de kan være billeder, ord, lyde eller objekter, der har en konventionel eller kulturel betydning.
I symbolik handler det ikke kun om at identificere og forstå symboler, men også om at analysere deres dybere betydning og sammenhæng. Symboler kan have forskellige niveauer af betydning og kan være åbne for fortolkning. De bruges ofte i litteratur, kunst, religion, kultur og kommunikation for at formidle komplekse ideer eller skabe en følelsesmæssig resonans hos modtageren.
Et eksempel på symbolik er en rød rose, der ofte symboliserer kærlighed og lidenskab. Farven rød og selve blomsten er blevet konventionelt forbundet med disse følelser og kan bruges som et symbol i digte, malerier eller som en gave til en elsket. Symboler som dette kan være fælles på tværs af forskellige kulturer eller have en mere specifik betydning inden for en bestemt kontekst.
I nogle tilfælde kan symboler have universel betydning, som f.eks. solen, der ofte symboliserer liv, lys og varme på tværs af kulturer. I andre tilfælde kan symbolik være mere kulturelt betinget, hvor visse symboler har forskellige betydninger i forskellige samfund eller tidsperioder.
Symbolik spiller en vigtig rolle inden for forskellige fagområder som litteratur, kunst, religion, psykologi og antropologi. Det hjælper med at analysere og forstå komplekse tekster, værker og kulturelle udtryk samt undersøge, hvordan symboler påvirker vores opfattelse og fortolkning af verden omkring os.
 Der er for få eller ingen kildehenvisninger i denne artikel, hvilket er et problem. Du kan hjælpe ved at angive troværdige kilder til de påstande, som fremføres i artiklen.